# Kirovsky (huyện của Stavropol)
Huyện Kirovsky (tiếng Nga: ? райо́н) là một huyện hành chính tự quản (raion), của Vùng Stavropol, Nga. Huyện có diện tích 1399 kilômét vuông, dân số thời điểm ngày 1 tháng 1 năm 2000 là 66300 người. Trung tâm của huyện đóng ở Novopavlovsk.